# Trolleybus de Voronej
Le trolleybus de Voronej (en russe : Воронежский троллейбус) est un des systèmes de transport en commun de Voronej, dans l'oblast de Voronej, en Russie.